# Arturo Tolentino
Arturo Modesto Tolentino (Tondo, 19 settembre 1910 – Quezon City, 2 agosto 2004) è stato un politico filippino, che ha ricoperto brevemente la carica di 9º vicepresidente delle Filippine nel febbraio 1986.
Nel corso della sua lunga carriera politica ricoprì svariate posizioni del governo delle Filippine.
In seguito alla caduta del governo di Ferdinand Marcos per via della rivoluzione del Rosario, nel luglio 1986 Tolentino e alcuni sostenitori dell'ex capo di Stato cercarono di organizzare un colpo di Stato per estromettere il Presidente in carica Corazon Aquino, senza però riuscirvi.

## Vicepresidenza
Nel dicembre 1985, in vista delle imminenti elezioni anticipate del febbraio 1986, il Presidente in carica Ferdinand Marcos annunciò che Tolentino sarebbe diventato il suo vicepresidente. L'opposizione invece si presentò attraverso la candidatura di Corazon Aquino, con Salvador Laurel come suo vicepresidente. Il comitato per le elezioni filippino (COMELEC) dichiarò Tolentino vincitore con un totale di 10 134 130 voti, contro i 9 173 105 di Laurel. Contrariamente, i risultati della National Movement for Free Elections (NAMFREL), organo composto da osservatori internazionali, diedero Laurel vincitore con 7 255 925 voti contro i 6 385 293 di Tolentino. Per la Presidenza si verificò una situazione analoga fra la Aquino e Marcos, ed infine quest'ultimo fu dichiarato vincitore con un margine superiore ad un milione di voti.
Con la rielezione di Ferdinand Marcos, il 16 febbraio 1986 Tolentino divenne il 9º vicepresidente delle Filippine. Tuttavia, il suo mandato durò solamente nove giorni e Tolentino non riuscì ad esercitare alcun potere. I risultati giudicati fraudolenti dall'opposizione causarono una sollevazione civile e militare, nota come rivoluzione del Rosario, che risultò nell'esilio forzato di Marcos e nell'instaurazione di un nuovo governo da parte di Corazon Aquino e del suo vicepresidente Salvador Laurel.